# Burchana
Burchana (auch Byrchanis) gehört laut Plinius dem Älteren zu den berühmtesten von 23 Inseln im Nördlichen Ozean entlang der Küste von Jütlands Spitze bis zur Mündung des Rheins. Von den Römern wurde sie 12 v. Chr. erobert, im Rahmen der Drusus-Feldzüge (von 12 bis 8 v. Chr.) Bisher ist es nicht gelungen, diese Insel zweifelsfrei eindeutig zu identifizieren oder ihre Lage exakt zu bestimmen.
Es wurde vielfach vermutet, dass es sich bei Burchana um eine Großinsel vor der ostfriesischen Küste handelte, die durch eine der Sturmfluten des Mittelalters – namentlich während der Großen Mandränke des Jahres 1362, vielleicht auch schon während der Ersten Marcellusflut des Jahres 1219 – in die Inseln Borkum, Bant, Juist und Buise zerrissen wurde. Der erhaltene östliche Teil von Buise ist heute die Insel Norderney. Andere meinen dagegen, dass geologische Gründe dagegen sprächen.
Ebenso vertreten wurde die These, Burchana sei mit Borkum identisch. Aus diesem Grund feierte die Stadt Borkum 1993 ihr 2000-jähriges Bestehen. Allerdings handelt es sich bei Borkum wie auch bei den anderen Ostfriesischen Inseln um geologisch sehr junge Gebilde, die um Christi Geburt allenfalls rudimentär vorhanden waren und offenbar erst im Mittelalter besiedelt wurden.

## Textauszug
“Quidam haec habitari ad Vistlam usque fluvium a Sarmatis, Venedis, Sciris, Hirris tradunt, sinum Cylipenum vocari et in ostio eius insulam Latrim, mox alterum sinum Lagnum, conterminum Cimbris. Promunturium Cimbrorum excurrens in maria longe paeninsulam efficit, quae Tastris appellatur. XXIII inde insulae Romanis armis cognitae. earum nobilissimae Burcana, Fabaria nostris dicta a frugis multitudine sponte provenientis, item Glaesaria a sucino militiae appellata, barbaris Austeravia, praeterque Actania.”

„Diese [Gegenden], erzählen einige, werden bis hin zum Flusse Vistula [= Weichsel] von Sarmaten, Venedern [Wenden; Slaven], Skiren und Hirren bewohnt, der Meerbusen [südliche Ostsee] werde Cylipenus genannt und in seiner Mündung liege die Insel Latris [= Fehmarn?], dann kommt ein anderer Meerbusen, Lagnus, den Kimbern angrenzend. Das Vorgebirge der Kimber läuft, indem es sich weit ins Meer hinaus erstreckt, in eine Halbinsel aus, die Tastris genannt wird [womit wohl die Landzunge Skagens Odde gemeint ist]. Von daher dreiundzwanzig Inseln sind den Römischen Armeen bekannt geworden. Deren berühmteste sind Burcana [= Borkum?], Fabaria [Bohnen-Insel] bei den unsrigen genannt, nach der ähnlichen wildwachsenden Frucht, ebenso Glaesaria [Bernstein-Insel], wie nach dem Bernstein sie die Soldaten nennen, die Barbaren nennen sie Austeravia, und außerdem Actania.“